# هاري سافاج
هاري سافاج (1 يوليو 1887 في أستراليا - 14 نوفمبر 1964) (بالإنجليزية: Harry Savage)‏ هو لاعب كريكت أسترالي.

## وصلات خارجية
- هاري سافاج على موقع إي آس بي آن كريك إنفو (الإنجليزية)